# Kitty Kat

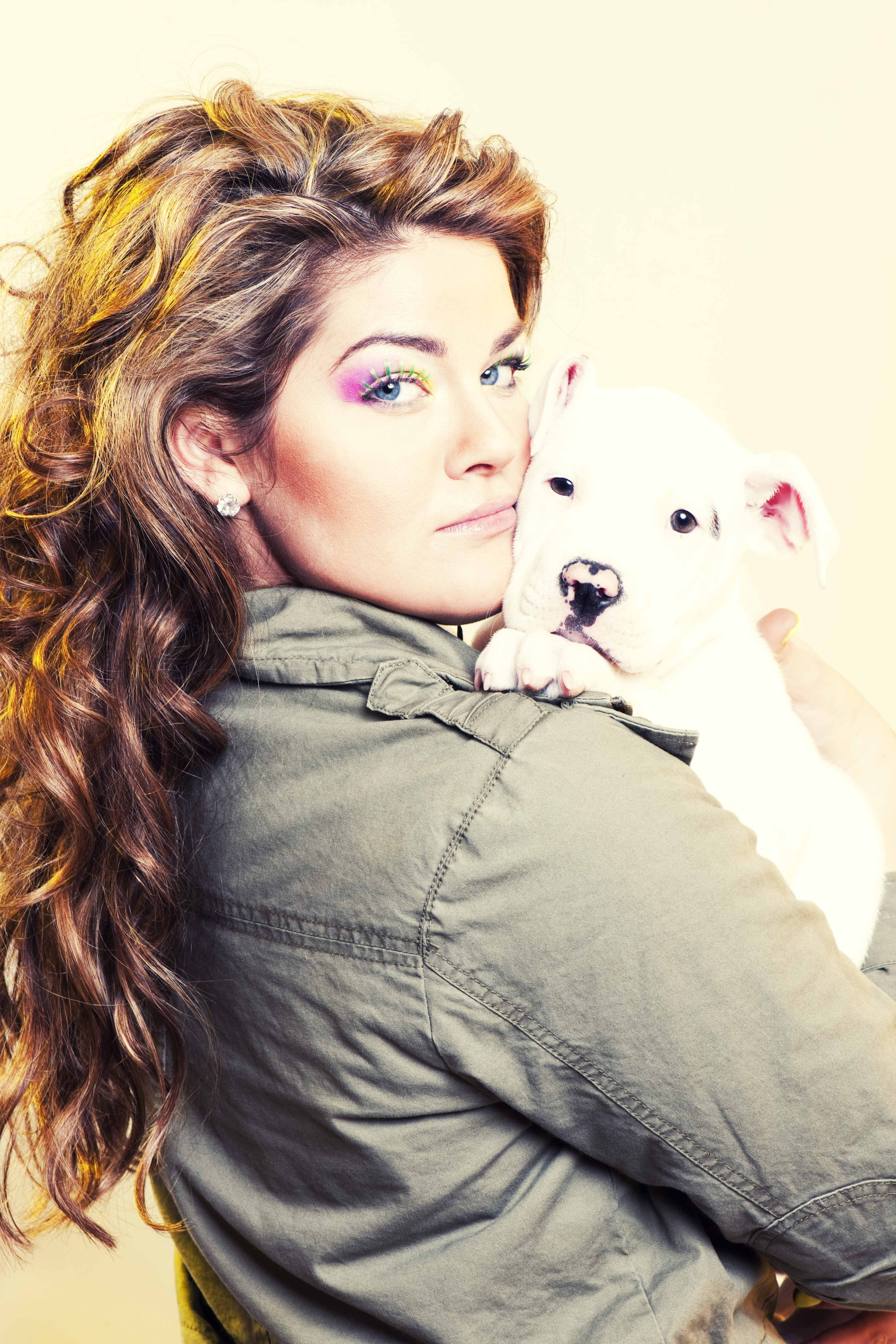
Kitty Kat (2010)

Kitty Kat (* 22. Januar 1982 in Ost-Berlin; bürgerlich Katharina Löwel) ist eine deutsche Rapperin.

## Biografie
Kitty Kat wurde in Ost-Berlin geboren. Ihre Eltern flohen mit ihr und ihrer Schwester 1986 nach Westdeutschland. Dort ließen sie sich in Augsburg nieder. Nach dem Realschulabschluss absolvierte sie eine Lehre zur Bankkauffrau in München. Mit 21 ging sie zurück nach Berlin, wo sie – auf Betreiben des Rappers Fler – von Aggro-Berlin-Produzent Paul NZA entdeckt wurde. Sie war zwischen 2006 und dem Ende des Labels 2009 auf mehreren Veröffentlichungen von Aggro Berlin vertreten. Auf Sidos 2006 erschienenem Album Ich bekam sie drei Features. Nebenher arbeitete sie in Berlin bei einer Werbeagentur, war anschließend für über sechs Monate arbeitslos, bis sie einen Vertrag bei Aggro Berlin erhielt, der ein Soloalbum vorsah, das nicht zustande kam. Ihr Äußeres wurde zunächst geheim gehalten, weder Fotos noch Interviews von ihr wurden veröffentlicht. Seit der Veröffentlichung des Samplers Aggro Anti Ansage Nr. 8 im Jahr 2008 tritt sie auch in der Öffentlichkeit auf.
Auf der Juice-CD zur Ausgabe 84 war sie mit dem Lied Meine Zeit vertreten. Kitty Kat ist auf Sidos 2008 erschienenem Album Ich und meine Maske an fünf Liedern beteiligt, von denen Beweg dein Arsch als Single ausgekoppelt wurde und Platz 17 der deutschen Singlecharts erreichte. Auch auf den Soloalben von Tony D und B-Tight war sie zu hören. Weiterhin hat sie unter dem Alter Ego Brooke Skillz veröffentlicht.
Als Solokünstlerin veröffentlichte sie Ende Juli 2009 die Online-Single Bitchfresse (L.M.S). Als erste offizielle Single wurde Braves Mädchen angekündigt. Ihr Soloalbum Miyo! erschien am 4. September 2009 bei Universal Music. Das Album hat 14 Lieder mit einer Spielzeit von etwa 50 Minuten. Gastauftritte von Sido und Cassandra Steen sind enthalten. Die Produktion übernahm Kitty Kat selbst.
Am 18. März 2011 brachte Universal Music das zweite Soloalbum Kitty Kats, Pink Mafia, heraus. In den 16 Liedern sind Zusammenarbeiten mit Xavier Naidoo, Megaloh und weiteren Künstlern enthalten. Ein Gastbeitrag von anderen, ehemaligen Aggro-Berlin-Künstlern ist nicht dabei. Ende des Jahres war sie als Komponistin für Glasperlenspiel tätig und arbeitete u. a. an der Single Freundschaft mit, die es 2012 in die Charts schaffte. 2013 wirkte sie am Glasperlenspiel-Hit Nie vergessen mit, womit erstmals eine Single von ihr die Top-10 der deutschen Singlecharts erreichte.
Am 30. März 2012 brachte Kitty Kat mit dem Dirty Mixtape eine erste Veröffentlichung auf ihrem eigenen Label Deinemama Records heraus. 2013 war die Rapperin in der Reality-Show Promi-Frauentausch zu sehen, wo sie für eine Woche das Leben des Zachi Noy in Israel leben durfte.
Im Dezember 2013 wurde das Video zum Track Na und veröffentlicht. Im Februar 2014 erschien die Single Eine unter Millionen. Es ist die erste Auskopplung aus dem dritten Album von Kitty Kat, das unter dem Titel Kattitude im März 2014 erschienen ist. Am 20. September 2014 ist sie mit dem Song Hochhaus für Brandenburg beim Bundesvision Song Contest 2014 in Göttingen angetreten. Sie belegte den geteilten 15. Platz.
2018 erreichte Kitty Kat erneut in ihrer Autorentätigkeit für Glasperlenspiel die deutschen Singlecharts. Mit der neuen Glasperlenspiel-Single Royals & Kings erreichte bereits die dritte Single des Duos, an dem Kitty Kat mitschrieb, die Charts.
Im Oktober 2021 erschien mit Be a Hoe/Break a Hoe ein gemeinsamer Song von Kitty Kat und der deutschen Rapperin Shirin David für deren zweites Studioalbum Bitches brauchen Rap.

## Diskografie
Studioalben

| Jahr | Titel Musiklabel                           | Höchstplatzierung, Gesamtwochen, AuszeichnungChartplatzierungen (Jahr, Titel, Musiklabel, Platzierungen, Wochen, Auszeichnungen, Anmerkungen) | Höchstplatzierung, Gesamtwochen, AuszeichnungChartplatzierungen (Jahr, Titel, Musiklabel, Platzierungen, Wochen, Auszeichnungen, Anmerkungen) | Höchstplatzierung, Gesamtwochen, AuszeichnungChartplatzierungen (Jahr, Titel, Musiklabel, Platzierungen, Wochen, Auszeichnungen, Anmerkungen) | Anmerkungen                             |
| Jahr | Titel Musiklabel                           | DE | AT | CH | Anmerkungen                             |
| ---- | ------------------------------------------ | --- | --- | --- | --------------------------------------- |
| 2009 | Miyo! Urban Records (UMG)                  | DE29 (2 Wo.)DE | AT51 (2 Wo.)AT | — | Erstveröffentlichung: 4. September 2009 |
| 2011 | Pink Mafia Urban Records (UMG)             | DE71 (1 Wo.)DE | — | — | Erstveröffentlichung: 18. März 2011     |
| 2014 | Kattitude Moow Records (Tonpool)           | — | — | — | Erstveröffentlichung: 21. März 2014     |
| 2018 | Love & Hip-Hop Big Boy Entertainment (BBE) | — | — | — | Erstveröffentlichung: 12. Oktober 2018  |
| 2024 | Eine Frau ein Wort Selbstverlag            | — | — | — | Erstveröffentlichung: 8. März 2024      |

## Filmografie
- 2011: Cover My Song (mit Michael Holm) (VOX)
- 2011: Das perfekte Promi-Dinner (VOX)
- 2013: Promi-Frauentausch (mit Zachi Noy) (RTL II)

## Auszeichnungen
- 2009: Comet – Kategorie: Bester Song (für Beweg dein Arsch [mit Sido, Tony D, Scooter])[11]